# Parforcejagd

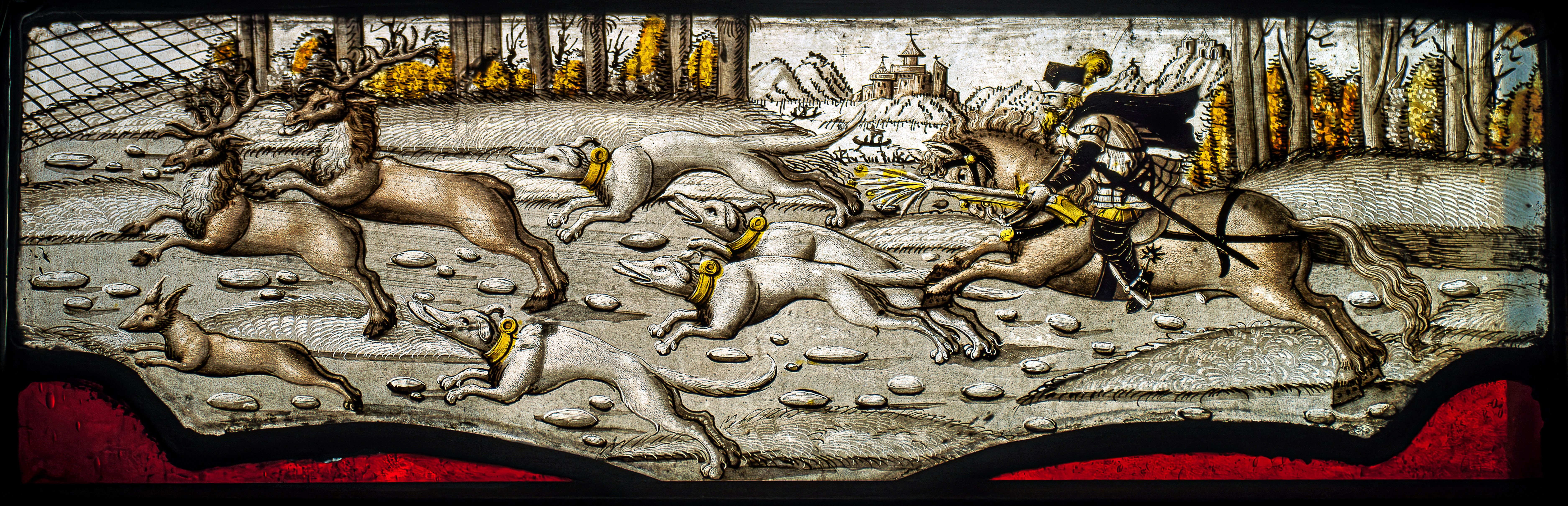
Parforcejagd 1562, Glasmalerei im Ulmer Münster

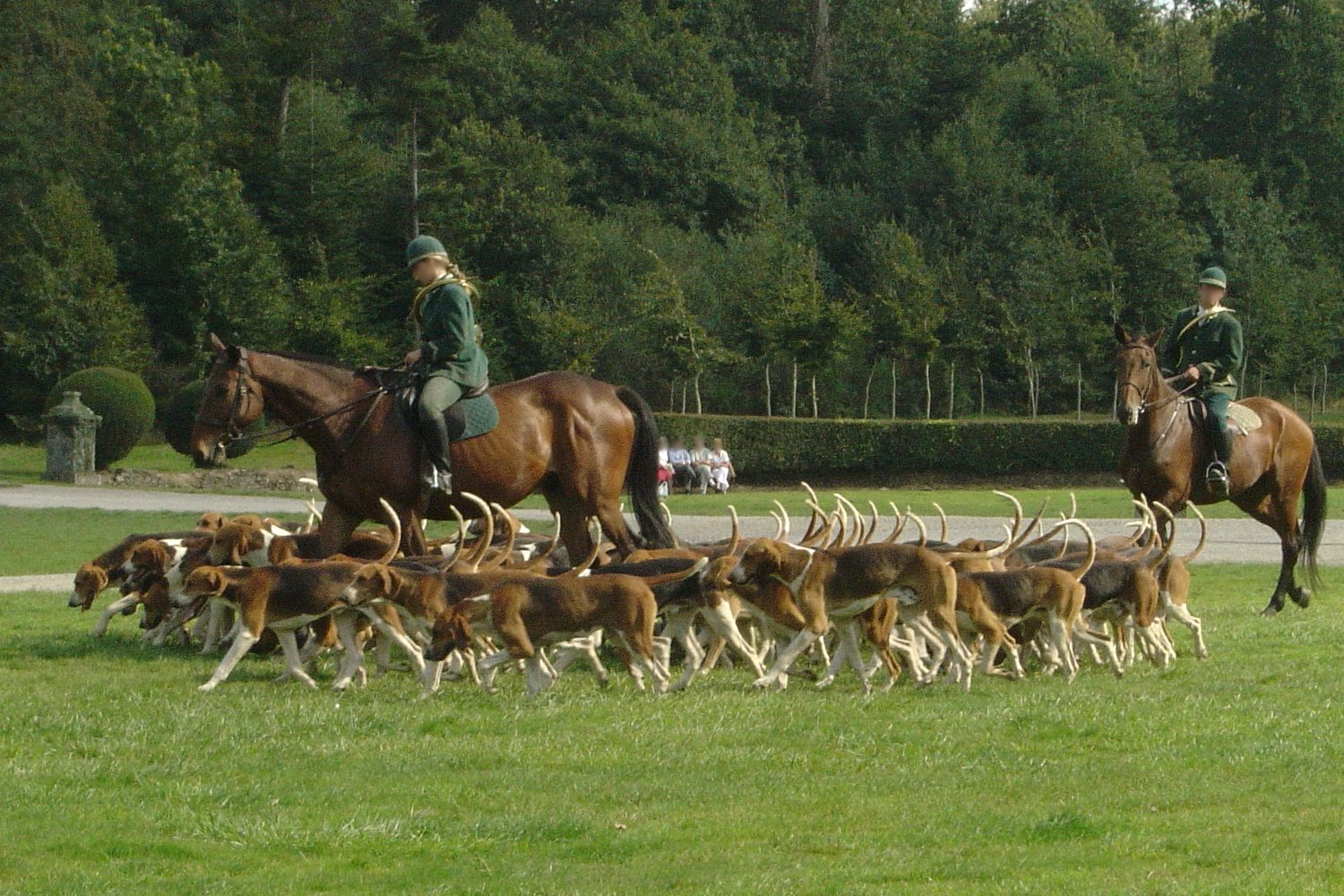
Fuchsjagd in Frankreich, 2004

Die Parforcejagd (französisch par force ‚mit Gewalt‘) ist eine Hetzjagd, bei der die jagende Hundemeute zu Pferd begleitet wird. Sie war bereits den Kelten bekannt und erfreute sich insbesondere im 17. und 18. Jahrhundert an den europäischen Fürstenhäusern großer Beliebtheit. Der hohe Aufwand, den diese Art zu jagen mit sich bringt, beschränkte sie in der Zeit vor den napoleonischen Kriegen auf den Adel. Die Parforcejagd wird auch heute noch betrieben, beispielsweise in Frankreich, den USA und Australien. In Deutschland sind Hetzjagden auf Wildtiere verboten. Die Parforcejagd wurde durch das Jagdreiten ersetzt, bei dem keine Wildtiere gejagt werden, sondern die Hundemeuten einer künstlich gelegten Duftspur folgen.

## Parforcejagd

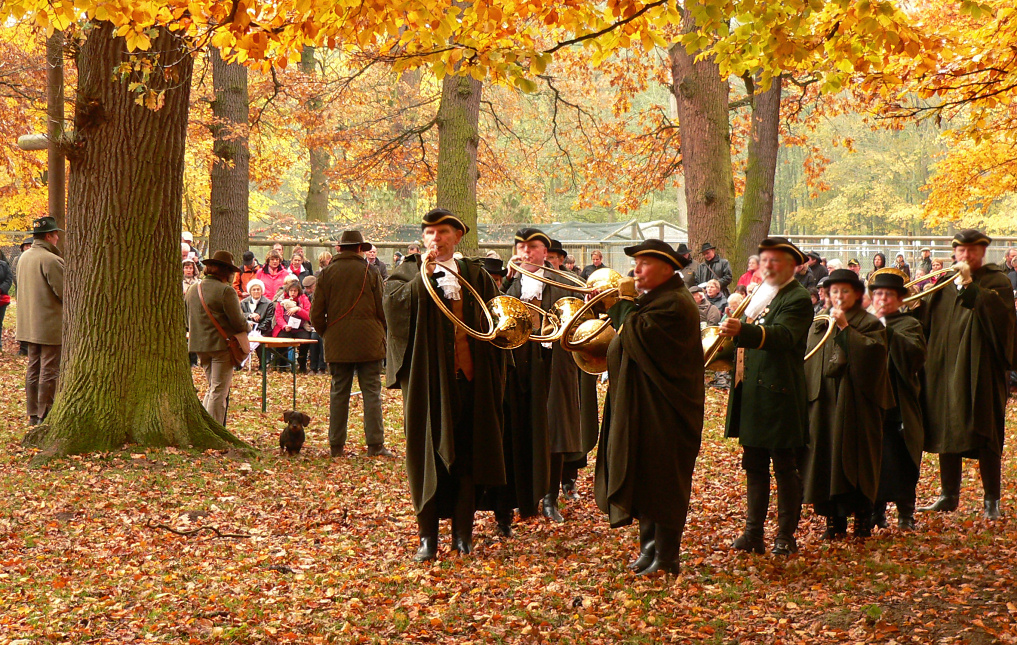
Jagdliche Parforcehornbläser

Bei der Parforcejagd sucht und verfolgt eine entsprechend ausgebildete Hundemeute aus Bracken oder Laufhunden die Fährte von Hirschen, Füchsen, Wölfen oder Wildsauen. Die Jäger und die Piköre, welche die Meute begleiten und lenken, reiten auf Pferden mit und verständigen sich über Trompes de Chasse, bis die Hunde das Wild decken (stellen). Das Parforcehorn diente ursprünglich als Signalinstrument für die Parforcejagd. Die Hunde sind langsamer als das Wild, beispielsweise Hirsche, haben aber eine überlegene Ausdauer und ermüden es somit. Die Hunde stellen nur das Wild und ein Jäger fängt es ab.
Die Jagdteilnehmer folgen der Meute zu Pferde. Bei einer Parforcejagd in der freien Landschaft ist der Weg, den die Jagdgesellschaft nimmt, unvorhersehbar. Er wird vom kilometerlangen Fluchtweg des Wildes bestimmt. Für die Parforcejagd werden große Flächen benötigt.
In Deutschland wurden in der zweiten Hälfte des 19. Jahrhunderts die Parforcejagden von den Schleppjagden abgelöst. Mit dieser neuen Jagdform hat sich eine deutsche Jagdtradition entwickelt. Es erklangen auf den Jagden mit Hundemeuten nicht mehr die Hörner mit den Fanfaren der „chasse à courre“ aus Frankreich, sondern überwiegend Parforcehörner in Es. Die Fanfaren dieser Hörner übernahm man damals größtenteils von der preußischen Kavallerie, zu der eine sehr enge Verbindung bestand. Jagdliche Hornmusik mit den musikalischen Stilelementen der Kavalleriemusik in ihren Fanfaren und Signalen schließt heute an diese Tradition der Schleppjagden mit in Es gestimmten Parforcehörnern an. Oft als Doppelhörner zusätzlich auch in B gestimmt ausgeführt, passt das Parforcehorn auch wunderbar zu dem kleinen Fürst-Pless-Horn und ist mit diesem „gemischt“ auch in B zu hören.

## Fürstliche Parforcejagd im 17. und 18. Jahrhundert

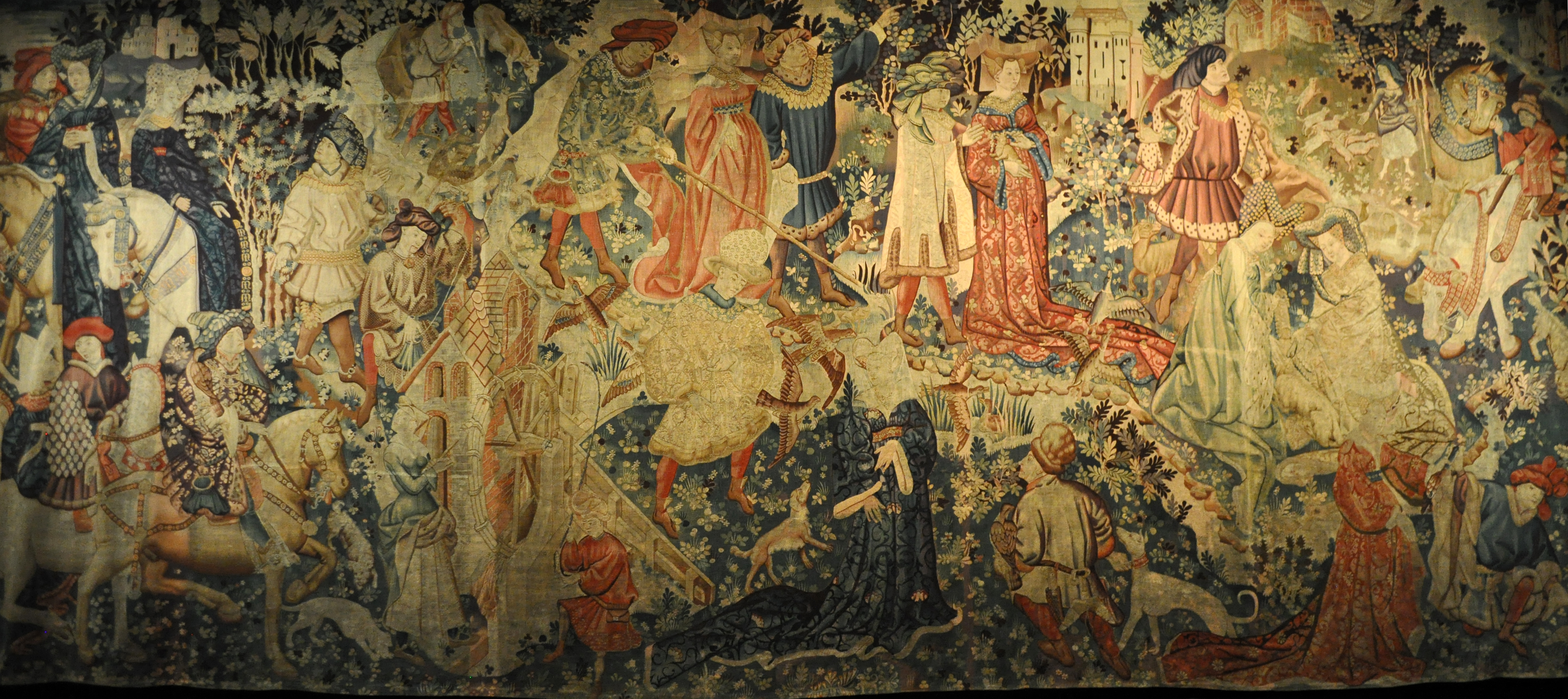
Falknerei-Jagdteppich des Herzogs von Devonshire, um 1420

Im späten Mittelalter jagten Wohlhabende und Adlige mit Pferden und Hunden. Wie auf dem Jagdteppich des Herzogs von Devonshire aus dem 15. Jahrhundert zu sehen ist, wurden elegante Gesellschaftsjagden veranstaltet, bei denen das Springen nicht im Vordergrund stand.

Im 17. und 18. Jahrhundert wurde die fürstliche Parforcejagd in Frankreich, England und Deutschland mit großem Aufwand betrieben. Es wurden Meuten mit mehreren hundert Hunden gehalten.

### Jagdschlösser und Schneisen

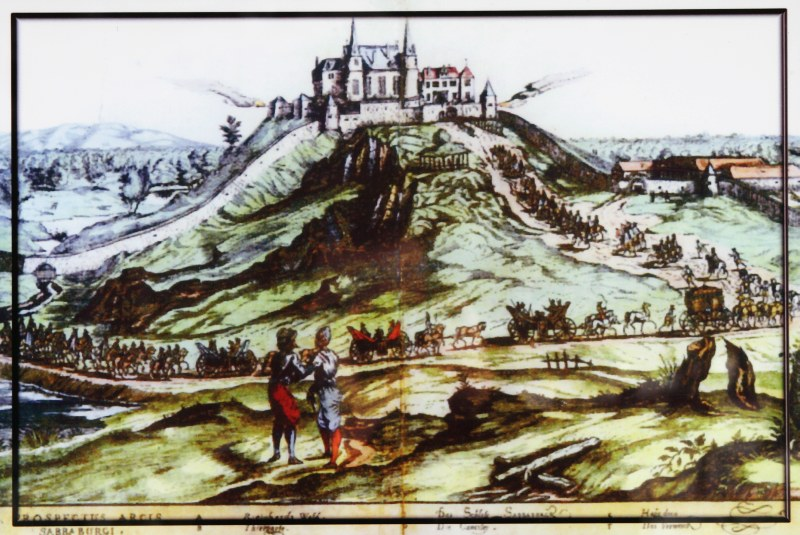
Sababurg mit Tierpark Sababurg, Zeichnung aus der frühen Neuzeit

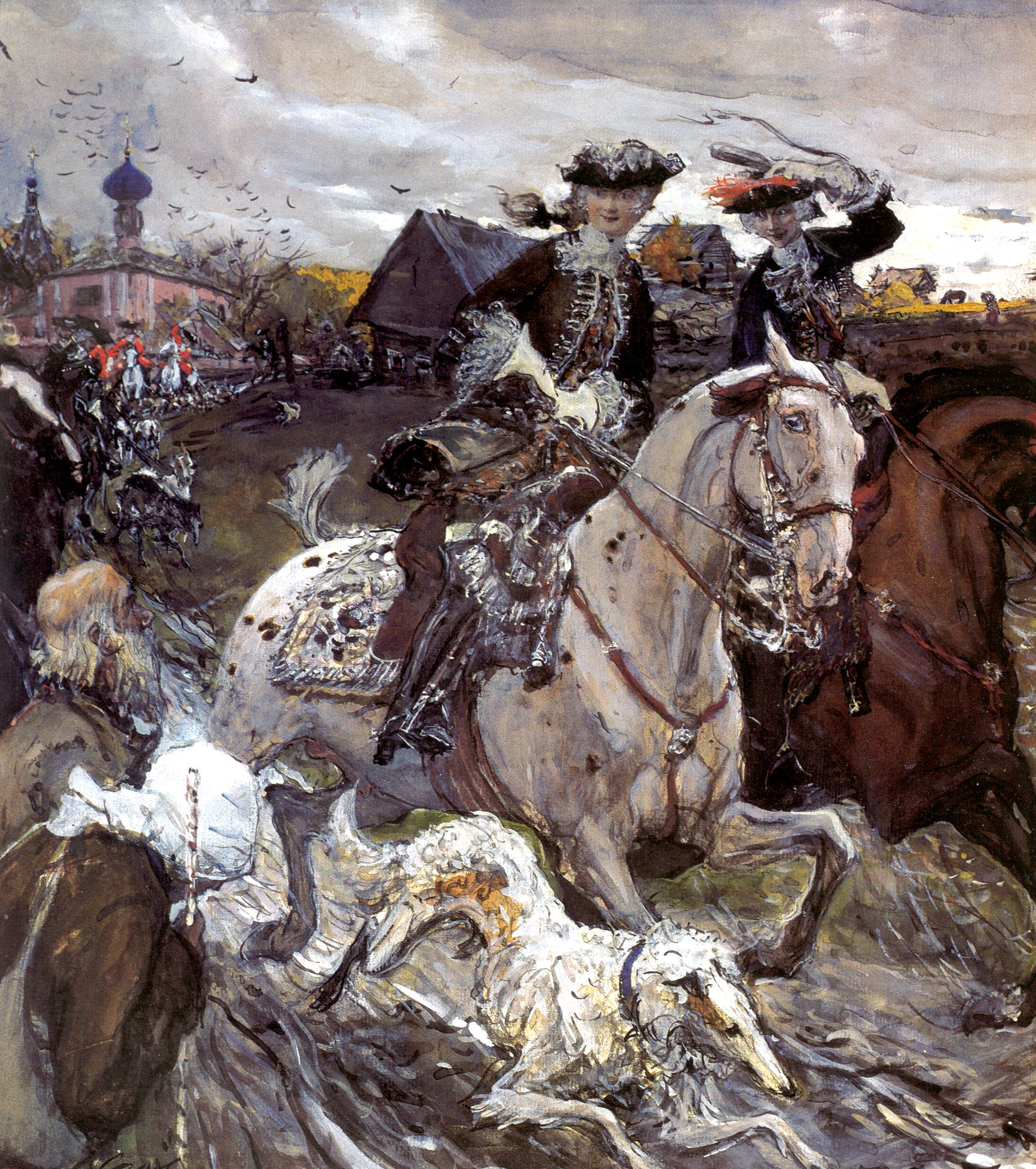
Peter II. und die spätere Kaiserin Elisabeth bei der Parforcejagd mit Windhunden, Gemälde von Walentin Alexandrowitsch Serow

Diese Jagdform erforderte neue Jagdanlagen, da die Reiter für den schnellen Ritt möglichst ebene und offene Gelände mit vielen Schneisen (Gestellen) benötigten. Wälder wurden speziell zu diesem Zweck hergerichtet, wie beispielsweise die Parforceheide in Brandenburg zwischen Berlin und Potsdam mit dem Jagdschloss Stern, das vom Soldatenkönig Friedrich Wilhelm I. in Auftrag gegeben und zwischen 1730 und 1732 errichtet wurde. Bereits einige Jahre zuvor, zwischen 1722 und 1724, hatte Landgraf Ernst Ludwig von Hessen-Darmstadt in Langen, ca. 15 Kilometer südlich von Frankfurt am Main, das Schloss Wolfsgarten bauen lassen. Es entsprach dem damals gängigen Muster für Jagdschlösser. Wegen der hohen Kosten gab es in Deutschland im 18. Jahrhundert nur circa 10 solcher Parforce-Jagdausrüstungen. Neben den oben genannten u. a. auch beim Sternhaus nahe Gernrode im Harz oder am Hof der mecklenburgischen Herzöge in Ludwigslust.
Unterhalb der nordhessischen Sababurg wurde im Tierpark Sababurg 1779 nach den Wünschen des Landgrafen Friedrich II. von Hessen-Kassel ein Rondell (Jagdstern) für die Parforcejagd angelegt. Auf ihn führten sternförmig Schneisen zu, die noch heute als Eichenalleen zu erkennen sind. Den südlichen Teil des Naturparks Rheinland, westlich der Großstädte Köln und Bonn in Nordrhein-Westfalen gelegen, durchzieht ein spinnennetzartiges Wegesystem, das auf das ehemalige Schloss Herzogsfreude in Röttgen ausgerichtet ist. Diese Schneisen ließ im 18. Jahrhundert Kurfürst Clemens August von Köln zum Zwecke der Parforcejagd anlegen.

### Umweltschäden
Die Parforcejagd im fürstlichen Rahmen erforderte große und geschlossene Terrains. Es wurden Wildgärten angelegt, die zum Teil mehrere Tausend Hektar groß waren. Kilometerlange Wälle, Zäune und Mauern umgeben die Wildparks, um das Wechseln des Wildes in fremde Jagdgebiete zu verhindern und Flurschäden zu vermeiden. Heute noch existiert eine Mauer um den Park von Schloss Chambord. In Frankreich befassten sich zahlreiche Landschaftsgärtner und Förster mit der Unterhaltung der Wildgärten.
Zur Anlage der Wildgärten wurden große Landflächen benötigt, welche schon in relativ kurzer Zeit ökologisch beeinträchtigt wurden. Es wurden Wege und Alleen eingerichtet sowie Bäume angepflanzt. In den Wildgärten führte die intensive Haltung von Hochwild zu Waldschäden durch Wildverbiss. Dem begegnete man in Frankreich mit dem verstärkten Anbau der Buche, da an ihr kein Verbiss stattfindet. Dies führte zu Monokultur mit negativen Folgen für den Naturhaushalt. Die Wasserversorgung der künstlich bepflanzten Wildgärten war schwierig. Es musste vielfach Wasser aus Flüssen umgeleitet werden, um die standortfremden Bäume mit Wasser zu versorgen und den Tieren eine Tränkmöglichkeit zu bieten.
Große Mengen an Tieren wurden in anderen Gegenden eingefangen und in die Wildgärten gebracht, damit dort ein großer Tierbestand erreicht wurde. Dazu musste auch auf nichtheimische Arten aus zum Teil weit entfernten Gebieten zurückgegriffen werden. Es entwickelte sich in Europa ein reger Transport von Wildtieren. Der Besatz mit nichtheimischen Arten belastete die Ökosysteme.
Die Parforcejagd in Jagdgebieten außerhalb der Wildgärten verursachte häufig Flurschäden durch Wild, da das Jagdrecht eine Regulierung des Wildes zum Nutzen der Landwirtschaft häufig nicht vorsah.

### Kritik an der Parforcejagd in der Aufklärung

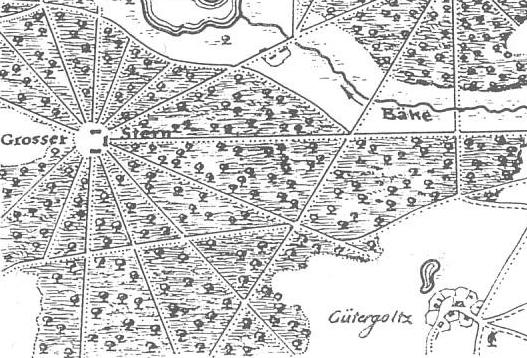
Parforceheide in Brandenburg, Historische Karte von 1780

Die Parforcejagd konnte der Bauernschaft, aber auch adligen Grundbesitzern vielfach große Schäden verursachen, ohne dass ausreichende Kompensation gewährt wurde. Insbesondere der Feldschaden, der durch das Wild angerichtet wurde, konnte verheerende Ausmaße erreichen. Daher wurde das Thema während der Aufklärung immer wieder als drastische Sozialkritik aufgegriffen. Das Gedicht Der Bauer an seinen durchlauchtigen Tyrannen des Lyrikers Gottfried August Bürger (1747–1794) ist exemplarisch dafür:
Wer bist du, Fürst, daß ohne Scheu

Zerrollen mich dein Wagenrad,

Zerschlagen darf dein Roß?

Wer bist du, Fürst, daß in mein Fleisch

Dein Freund, dein Jagdhund, ungebleut

Darf Klau’ und Rachen hau’n?

Wer bist du, daß, durch Saat und Forst

Das Hurra deiner Jagd mich treibt,

Entatmet, wie das Wild? –

Die Saat, so deine Jagd zertritt,

Was Roß, und Hund, und du verschlingst,

Das Brot, du Fürst, ist mein.

Du Fürst hast nicht bei Egg’ und Pflug,

Hast nicht den Erntetag durchschwitzt.

Mein, mein ist Fleiß und Brot! –

Ha! du wärst Obrigkeit von Gott?

Gott spendet Segen aus; du raubst!

Du nicht von Gott, Tyrann!
Es bleibt allerdings zu bemerken, dass auch im 17. und 18. Jahrhundert die waidgerechte Ausübung der Parforcejagd tunlichst unter Schonung der noch auf dem Halm befindlichen Frucht, d. h. in der Regel erst nach der Ernte zu erfolgen hatte. Von einer solchen waidgerechten Ausübung der Jagd kann man in den meisten Fällen auch ausgehen, denn die Jagd wurde als streng reglementierter Sport betrieben. Ein Gutteil der ausbleibenden Kompensationen dürfte auch auf der naturgemäß schwierigen Beweislage und der andererseits hohen Kostenbelastung durch die zu führenden Gerichtsprozesse liegen, die auch weniger begüterte Adlige von der Geltendmachung etwaiger Schadensersatzansprüche abhielt.

## Parforcejagd vom 19. Jahrhundert bis heute

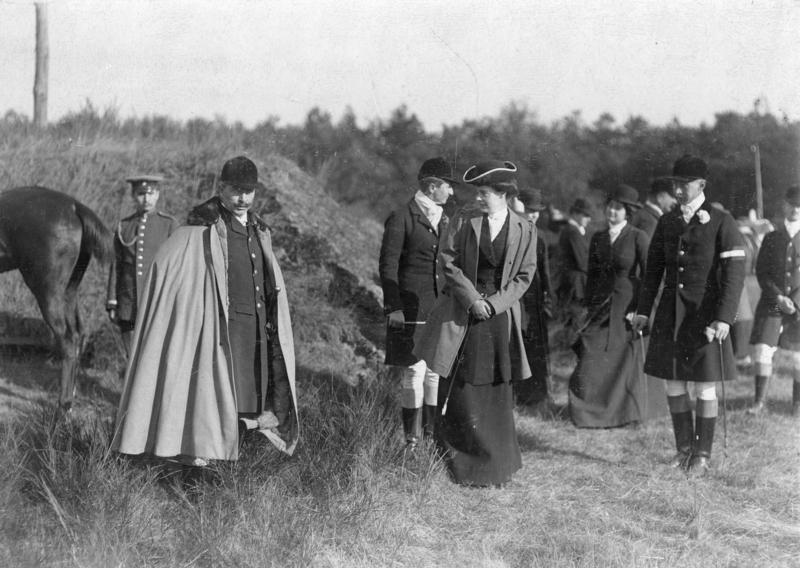
Kaiser Wilhelm II. auf Jagd, 1908

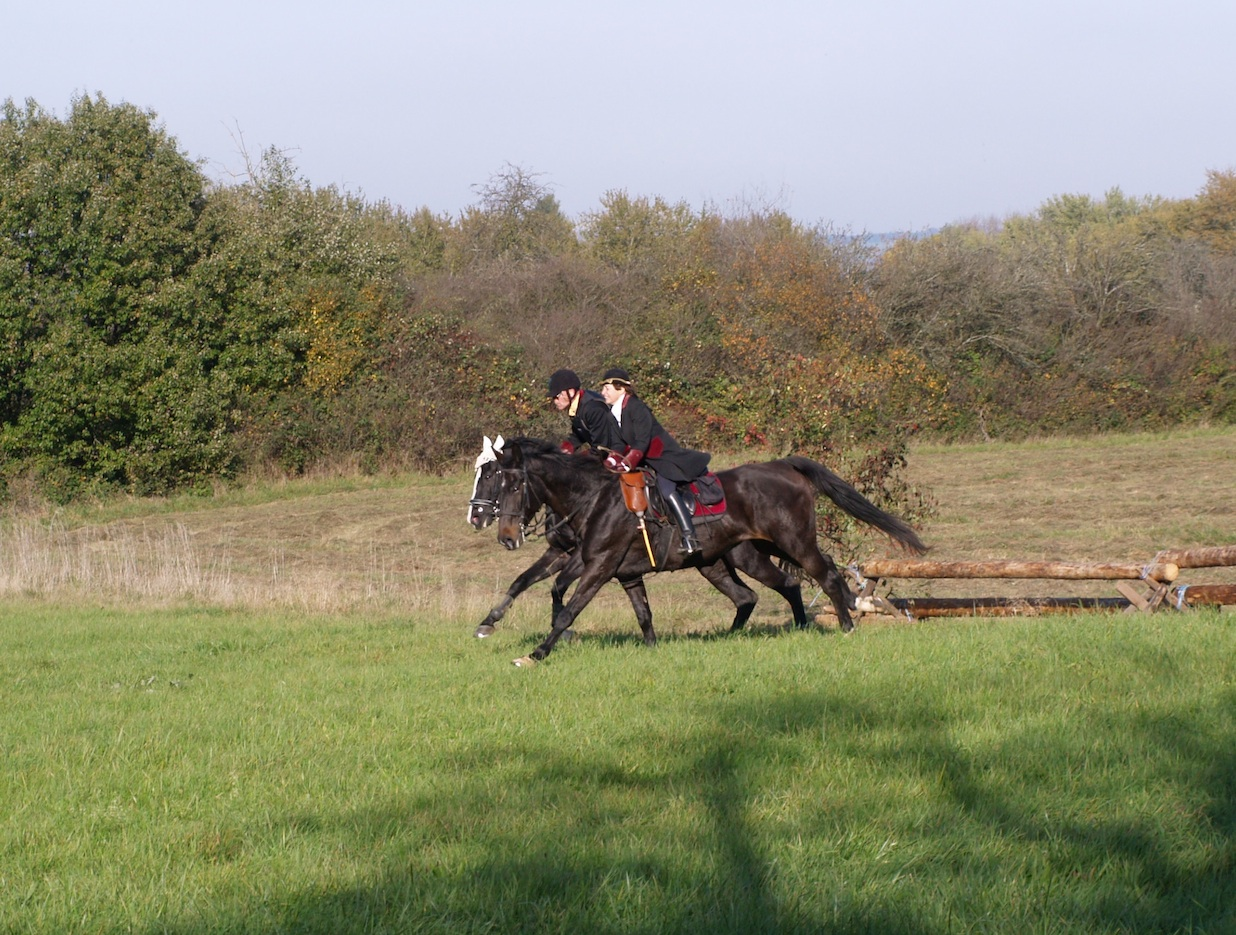
Eine Schleppenlegerin mit Kanister für Duftstofflösung legt eine Schleppe für die Hundemeute bei einer Reitjagd. Sie wird von einem ortskundigen Führer begleitet.

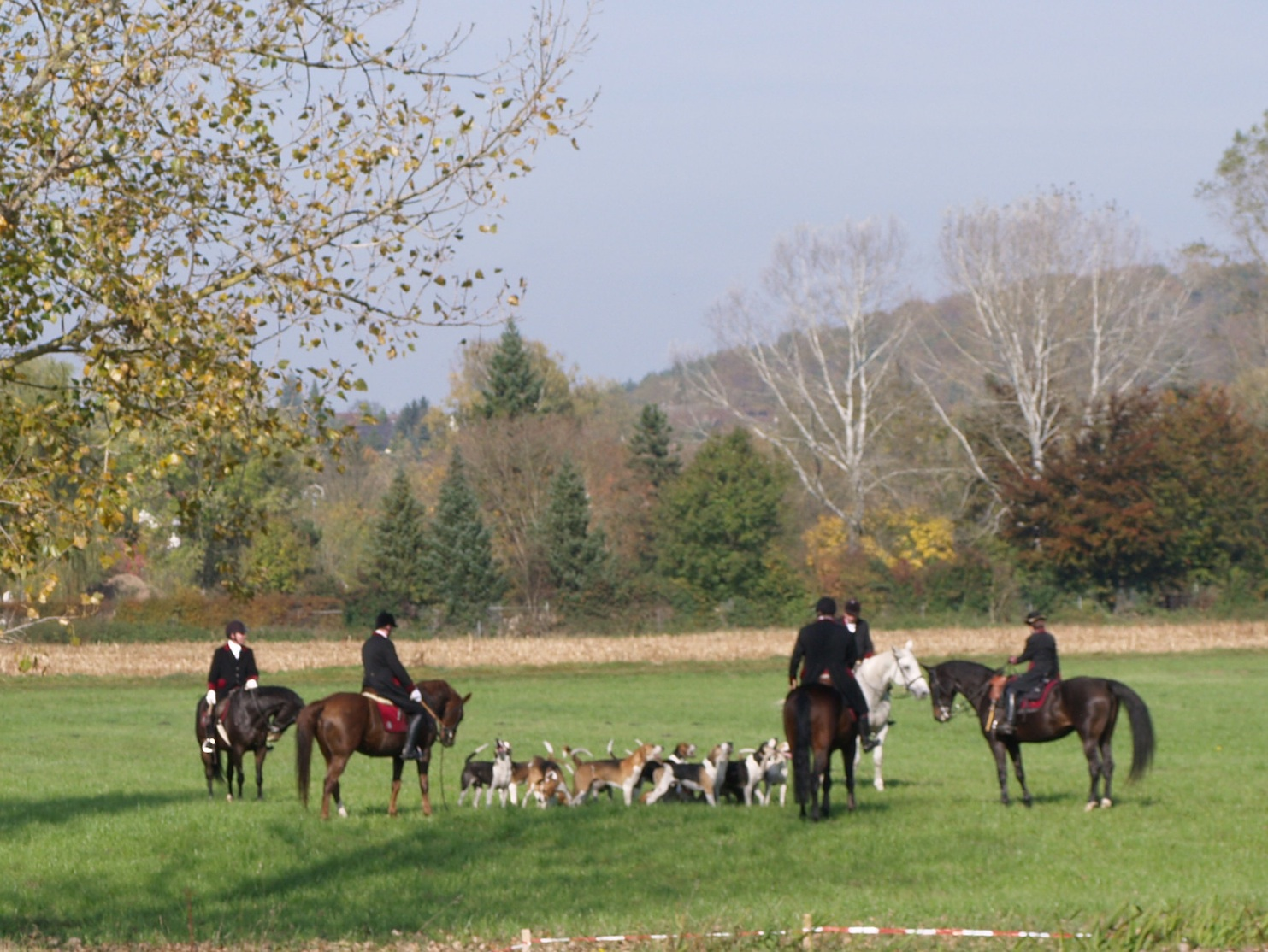
Während eines geplanten Stopps bei einer Schleppjagd hält die Equipage die Meute im Kreis zusammen. Deutschland, 2008

### Parforcejagd in Deutschland
In Deutschland war die Parforcejagd in der freien Natur auch schon vor 1800 nicht so weit verbreitet wie in England oder Frankreich. Die Fuchsjagd benötigt möglichst große freie Flächen, die im waldreichen Deutschland selten waren. Im dichtbesiedelten Deutschland fehlte auch der Raum für die Hirschjagd, die oft 30 km weit führt, bevor der Hirsch gestellt werden kann. Die Jagd auf Schwarzwild gestaltete sich in dieser Hinsicht einfacher. Die napoleonischen Kriege unterbrachen in Deutschland die aufwendige fürstliche Parforcejagd für lange Zeit. Es wurden nach dem Wiener Kongress zunächst nur wenige Meuten gegründet, und viele Fürstenhäuser verzichteten ganz auf eine Meute. Die ehemaligen fürstlichen, prunkvollen Jagden entwickelten sich weiter und wurden schneller. Da die Landschaft inzwischen durch zahlreiche Zäune und Mauern unterteilt war, musste gesprungen werden. Es wurden leichte, edle Reitpferde mit großem Springvermögen gezüchtet, zum Beispiel der leichte Schlag der Trakehner, in die viel englisches Vollblut eingekreuzt wurde.

#### Meuten
Die königlich Hannöversche Meute, die aus 400 Hunden bestand, ging durch die französische Besetzung 1806 fast gänzlich verloren. Sie wurde nach dem Wiener Kongress 1815 mit Harriern neu gegründet. Sie gehörte bis 1866 zum englischen Königshaus. Nachfolger war die Foxhound-Meute des Militärreitinstitut Hannover, die von 1866 bis 1914 bestand.
Am preußischen Hof gab es von 1827 bis 1914 eine Foxhound-Meute, mit Kennels im Grunewald. Kastenjagden auf Schwarzwild. 1914 jagten 30 Koppeln (das entspricht 60 einsatzbereiten Hunden, insgesamt vermutlich ca. 75 Hunde), die im Ersten Weltkrieg ihr Ende fanden.
In Böhmen, das zu Österreich-Ungarn gehörte, gründete Graf Kinsky um 1830 auf Schloss Karlskron die Pardubitzer Hirschmeute. Kinsky war Master der aus 40 Koppeln Foxhounds bestehenden Meute. Er züchtete das Kinsky-Pferd, eine neue Jagdpferderasse.
Im Gesetz, betreffend die Grundrechte des deutschen Volkes von 1848 wird in Paragraf 37 das Vorrecht der Landesherren und des hohen Adels, auf fremdem Grund und Boden zu jagen, aufgehoben. Obwohl das Gesetz häufig nicht beachtet wurde, schränkte es die Parforcejagd mit ihrer unvorhersehbaren Wegführung ein.

#### Kastenjagd
Erst Mitte des 19. Jahrhunderts nahm die Zahl der Meuten, insbesondere in Mecklenburg, Pommern, Brandenburg und Preußen wieder zu. Insbesondere nach dem Deutsch-Französischen Krieg von 1870–1871 nahm die Parforcejagd in Deutschland wieder Aufschwung. Einerseits kamen diverse Meutenhunde von Frankreich nach Deutschland, andererseits wurde Deutschland geeint und das Deutsche Reich gegründet. Dieser Aufschwung hielt bis zum Ersten Weltkrieg an. Es waren jedoch vorwiegend kleinere, zweckorientierte, sportliche Meuten, die vom Landadel und Militär betrieben wurden und nicht der Repräsentation dienten. Später kam das durch die industrielle Revolution erstarkte Bürgertum dazu, das aber aufgrund seiner städtischen Wurzeln die Jagd zu Fuß häufig vorzog.
Bei diesen Jagden wurde häufig erst mehrere Schleppen gelegt, bevor dann Kastenwild ausgesetzt wurde, das die Hunde in einem letzten Run dann decken sollten. Kastenwild war Wild, das in einem Kasten transportiert wurde. Es wurde entweder in einem Wildpark aufgezogen oder im Voraus eingefangen. Das Kastenwild hatte aufgrund mangelnder Erfahrung und des oftmals geringen Vorsprungs, der ihm gewährt wurde, wenig Chancen den Hunden zu entkommen. Schwarzwild konnte mitunter schon einen Kilometer nach dem Aussetzen von den Hunden gestellt werden. Hirsche hatten bessere Chancen den Jägern zu entkommen. Kastenjagden wurden bereits zeitgenössisch als unwaidmännisch kritisiert. Die Schleppen der Kastenjagden ließen sich im Gegensatz zu den Wildjagden planen, so dass nur ein geringer Teil der Jagdstrecke unvorhersehbar war. Nachteil war die umständliche und teure Aufzucht des Kastenwildes. Insbesondere beim Militär lag das Augenmerk auf der Ertüchtigung, und so wurde eine planbare Jagdstrecke bevorzugt, die man mit hohen Hindernissen, Wällen und breiten Gräben anspruchsvoll gestalten konnte. Aus dieser Tradition entwickelten sich die Jagdrennen.
Während des Ersten Weltkriegs wurden die meisten Meuten aufgelöst und es überlebten jeweils nur wenige, meist halb verhungerte Hunde den Krieg. Viele Hunde gelangten nach Frankreich und England. Zwischen den Kriegen wurden zwar viele Meuten gegründet, die Kastenjagden setzen sich aber wegen der hohen Kosten nicht mehr durch. Stattdessen wurden vorwiegend Schleppjagden geritten. Die deutsche Parforcejagd ist aus diesen Gründen nicht mit der großen Tradition in England oder Frankreich vergleichbar. Viele Jagdbräuche und Meutenhunderassen stammen aus Frankreich und England.

#### Ende der Parforcejagden und heutige Jagdreiterei
In Deutschland wurde die Parforcejagd auf lebendes Wild im Nationalsozialismus von Hermann Göring durch die Verordnung zur Ergänzung des Reichsjagdgesetzes vom 29. Juli 1936 verboten; das Reichsjagdgesetz datierte vom 3. Juli 1934. 1939 wurde nach der Annexion das Verbot auf Österreich ausgedehnt. Bernd E. Ergert, Direktor des Deutschen Jagd- und Fischereimuseums in München, sagte zu dem Verbot: „Die Adligen waren sehr erbost, aber sie konnten wegen des totalitären Regimes nichts dagegen unternehmen.“
Der Zweite Weltkrieg beendete auch das Jagdreiten. Wenige Meutenhunde überlebten und wurden nach dem Krieg von den britischen und französischen Besatzungstruppen übernommen. Während der Besatzungszeit ritten die Briten Parforcejagden in der Lüneburger Heide, in der Gegend von Osnabrück und betrieben in der Senne eine Bloodhound-Meute. Die Franzosen jagten in der Zeit von 1949 bis 1952 in Württemberg (Rallye Wurtemberg mit 25 Koppeln Angelo-Poitevins auf Hirsche, Kennels bei Tübingen). Das Bundesjagdgesetz, das 1953 in Kraft trat, verbot mit jeder Hetzjagd auch die Parforcejagd.
Die heutigen Reit- und Schleppjagden in Deutschland sind ein sportliches Ereignis und keine Jagd auf Wildtiere. Es ist ein schneller langer Ausritt in einer großen Gruppe mit oder ohne Hundemeuten auf einer vorbereiteten Jagdstrecke mit Hindernissen. Zuschauer werden an Aussichtsplätze, an denen die Jagdstrecke mit Sprüngen einsehbar ist, geführt. Das Wild wird durch eine Reiterin ersetzt, die oft einen Fuchsschwanz als Beute mit sich führt.

### Fuchsjagd in Großbritannien

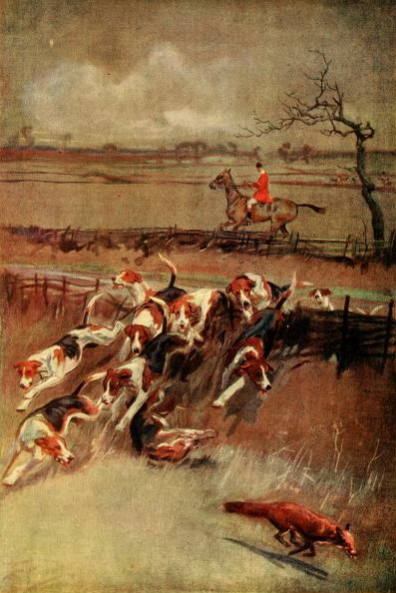
Britische Fuchsjagd

Die Parforcejagd auf den Fuchs wurde in Großbritannien in den späten 1700er Jahren populär, als andere Wildarten wie Wildschweine und Hirsche selten wurden oder unter Schutz standen. Bis zu ihrem Verbot 2005 hatte die Fuchsjagd eine lange und ungebrochene Tradition, die nur kurz durch die beiden Weltkriege beeinträchtigt wurde.
MacDonald (1993) untersuchte in den 1970ern/1980ern 81 Jagdreviere in England und schreibt: „In einer siebenmonatigen Saison jagt eine Meute von Foxhounds im Schnitt an 2,5 Tagen pro Woche. Zu einer Jagd gehören durchschnittlich 120 zahlende, berittene Mitglieder, und an einem Jagdtag können 50 Reiter und 20 bis 100 Autos der Jagd folgen. Die Meute jagt auf Farmgelände (etwa ein Drittel der Bauern ist selbst aktiv beteiligt, während 2,2 Prozent die Hunde nicht gern auf ihrem Land sehen oder es sogar für die Jagd sperren). (…) Zu traditionellen Meuten kann ein ‚Baustopfer‘ gehören, der im Morgengrauen die Fuchslöcher der Umgebung verschließt, damit die Füchse den Tag nicht unter der Erde verbringen können. Die rund 40 Hunde durchstöbern nun die Umgebung und ‚stoßen den Fuchs heraus‘ (sie scheuchen ihn auf). Ein bis vier Füchse werden an einem Durchschnittstag herausgestoßen, und einige davon werden dann gejagt. Die Verfolgungsjagd dauert im Allgemeinen weniger als eine Stunde.“ Manchmal wechselt die Meute auch von einem Fuchs zum anderen, oder ein Fuchs wird mehrmals hintereinander gejagt. „Etwa die Hälfte der erbeuteten Füchse kommt durch Hunde zu Tode, die andere Hälfte wird geschossen, nachdem Terrier sie aus dem Bau ‚gesprengt‘ haben.“
Der Versuch, die Parforcejagd auf Füchse in Großbritannien gesetzlich zu verbieten, führte zu erhitzten Debatten und wissenschaftlichen Untersuchungen. So wurde sie in Großbritannien zeitweise nur in bestimmten Gegenden und unter Auflagen erlaubt. Neben Tierschutzfragen hatte die Auseinandersetzung um ein Verbot der Fuchsjagd immer auch einen gesellschaftspolitischen Hintergrund, da mit der Fuchsjagd viele Arbeitsplätze in Verbindung standen. Die Bauern betrachten die Fuchsjagden traditionell als nützlich, da sie sich davon eine Eindämmung der Füchse versprechen, die ihre Lämmer bedrohen.
Am 15. September 2004 stimmte die Mehrheit des britischen Unterhauses für das vollständige Verbot der Fuchsjagd zu Pferde (Hunting Act 2004). Vorausgegangen war mit der Burns Inquiry eine Untersuchung, inwieweit die Jagd tierschutzrechtlichen Bestimmungen entspricht. Sie befasste sich nicht nur mit der Hetzjagd auf Füchse, sondern auch mit der Hasenhetze. Trotz mehrerer Demonstrationen (z. B. Countryside Alliance March in London), bei denen sich große Teile der Landbevölkerung gegen ein Verbot starkmachten, wurde am 18. November 2004 vom Unterhaus gegen den Widerstand des House of Lords ein Gesetz verabschiedet, das die Hetzjagd mit Hunden ab 18. Februar 2005 in England und Wales verbot. In Nordirland blieb die traditionelle Fuchsjagd weiterhin legal. Seit dem Verbot der Parforcejagd ist in England die Zahl der Schleppjagdmeuten angestiegen. Auch heute noch hat die Schleppjagd, welche die Fuchsjagd ablöste, eine große gesellschaftliche Bedeutung.

### Parforcejagd in Frankreich

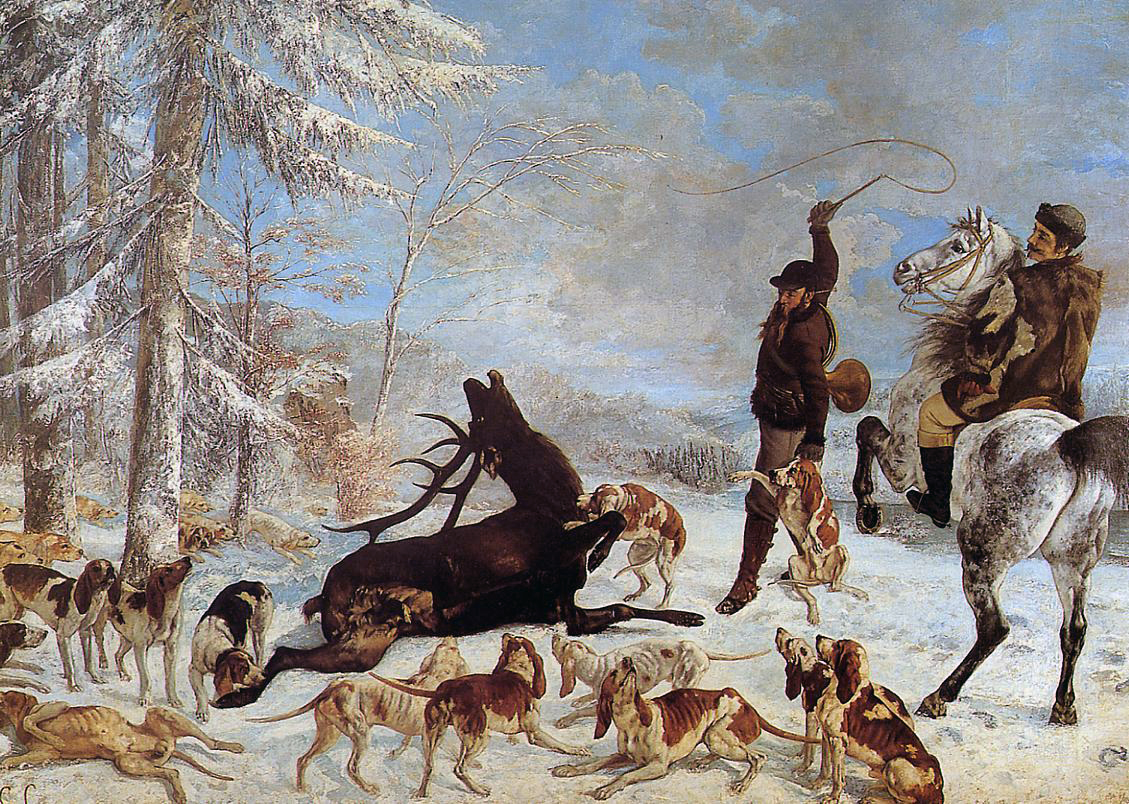
L’Hallali du cerf, Rothirschstod während einer Parforcejagd, von Gustave Courbet (1867)

In Frankreich waren die Voraussetzungen für die Parforcejagd besser als in Deutschland. Es ist weniger dicht besiedelt und bietet mehr Raum für die Parforcejagd auf Schwarzwild, Reh und Hirsch, die gute Chancen haben zu entkommen. Die französische Revolution war eine Zäsur in der Jagdreiterei, aber die Meuten erholten sich schon bald wieder. Weder 1870/71 noch die beiden Weltkriege brachten die Jagdreiterei zum Erliegen, sodass sich auch in Frankreich eine große Jagdtradition entwickeln konnte. In Frankreich werden je nach lokalen Traditionen und Gegebenheiten sowohl Schleppjagden als auch Parforcejagden, die auf Französisch chasse à courre heißen, durchgeführt.

### Parforcejagd in Dänemark
Aus dem Bestreben, möglichst gute Bedingungen für die Parforcejagd zu erreichen, entstand in Nord-Seeland im Laufe der Zeit ein eigener, nach den Prinzipien der barocken Landschaftsgestaltung aufgebauter Landschaftstyp, der als Parforce-Jagdlandschaft Nordseeland zum UNESCO-Welterbe ernannt wurde.